# Polifem (raketa)
Polyphem (slovensko Polifem) je bil predlagani žično vodeni (preko kabla z optičnimi vlakni) raketni sistem zemlja-zemlja (ali zrak-zemlja), ki so ga od leta 1994 razvijali v Nemčiji, Franciji in Italiji. 
V projekt so bila vključena podjetja Aerospatiale Matra Missiles (Francija), DaimlerChrysler Aerospace/LFK (Nemčija) in Italmissile (Italija), s katerimi je bila leta 1998 podpisana pogodba o izdelavi testnih prototipov. Demonstracijska faza je bila zaključena leta 2002, odločitve o nadaljevanju programa pa nato niso sprejeli. Dokončno je bil ukinjen leta 2003. 
Za nemške korvete tipa K-130 je bil predviden sistem Polyphem-S, projekt in sistem za izstreljevanje s podmornic pa naj bi dobil ime Triton.

## Značilnosti sistema
Polyphem bi imel doseg 60 km, za iskanje in vodenje do cilja pa bi uporabljal IR senzorje in kamere, nameščene v nosu rakete. Ti so preko optičnega kabla posredovani do izstrelilne postaje, kjer so avtomatično analizirani, obdelani in prikazani na zaslonu operaterja. Ta nato raketi preko istega kabla posreduje vse potrebne podatke za uničenje cilja. 

### Izstrelitvena postaja
Sistem je sestavljen iz šestcevnega lanserja, ki ga je mogoče namestiti na lahka vozila in, ki je oklepljen tako, da prenese zadetke težkih mitraljezov in prenese eksplozijo protitankovskih min.
Postaja je poleg lanserja opremljena še z visoko zmogljivim kompaktnim računalnikom, ki skrbi za vodenje rakete ter poveljevalno komandno ploščad z zaslonom velike ločljivosti za operaterja. Sistem ima vgrajeno radijsko postajo, navigacijo Navstar GPS in vmesnik C3I (command, control, communications and information). Za načrtovanje bojne naloge je v sistem prednaložena digitalizirana karta površja, za nekatere naloge pa naj bi bil na voljo celo sistem z dvema zaslonoma.
Polyphem je lahko popolnoma samostojen sistem, kjer je človeški operater samo nadzorni element. Kljub temu lahko človek kadarkoli prevzame nadzor nad izstrelkom in ga proti cilju usmerja ročno. 
Lanser se polni avtomatsko ali ročno, pri čemer si polnilec lahko pomaga s servo sistemom za lažje rokovanje s težkimi raketami.

### Izstrelek
Raketa je sestavljena iz glave, v kateri so v nosu nameščeni infra rdeči senzorji, kamere in elektronika, za njo so v trupu nameščeni bojna glava, rezervoar za gorivo in turboreaktivni motor, zagonski motor na trdo gorivo, akumulator, na koncu pa navitje za kabel z optičnimi vlakni in zgorevalne šobe.
Infra-rdeči senzorji so nameščeni na girostabilizirnem nosilcu z dvema osema. Visokoločljiva PtSi kamera pa omogoča kontrolorju zaznavanje tarč na oddaljenosti 8 km. Različni navigacijski sistemi raketi zagotavljajo zanesljivo pot do cilja. Podatki in slika potujejo do nadzorne plošče preko optičnega kabla s hitrostjo več kot 200 Mb/s in sicer dvosmerno. Hkrati pa je optični kabel imun na aktivno in elektromagnetno motenje.
Raketo v prvi fazi poganja motor na trdo gorivo, ko pa doseže hitrost 150 m/s, se vklopi običajni turboreakcijski motor. 15 kg težka večnamenska bojna glava je sestavljena iz eksploziva in šrapnelov, poleg tega pa je v njej še elektronika za vžig, različni senzorji ter varovalke. 